# Sportul în Republica Moldova
Principalele activități  sportive în Republica Moldova sunt: fotbalul, boxul, rugbyul, trânta, baschetul și stilul de luptă greco-roman. 
Comitetul Național Olimpic al Republicii Moldova a fost fondat la 29 ianuarie 1991, el fiind recunoscut în 1993 de către Comitetul Internațional Olimpic. Comitetul a fost condus de către Efim Josanu (1991 - 2001) și Nicolae Juravschi (2001 - prezent).

## Sport

### Baschet
Moldova are o echipă din ce în ce mai reușită la Campionatul European pentru Țări Mici din FIBA. Acolo, echipa Moldovei a câștigat două medalii de argint până în prezent. (2008 și 2012)

### Ciclism
Cea mai prestigioasă cursă de ciclism este Cupa Președintelui Republicii Moldova, care a avut loc pentru prima dată în 2004.

### Fotbal

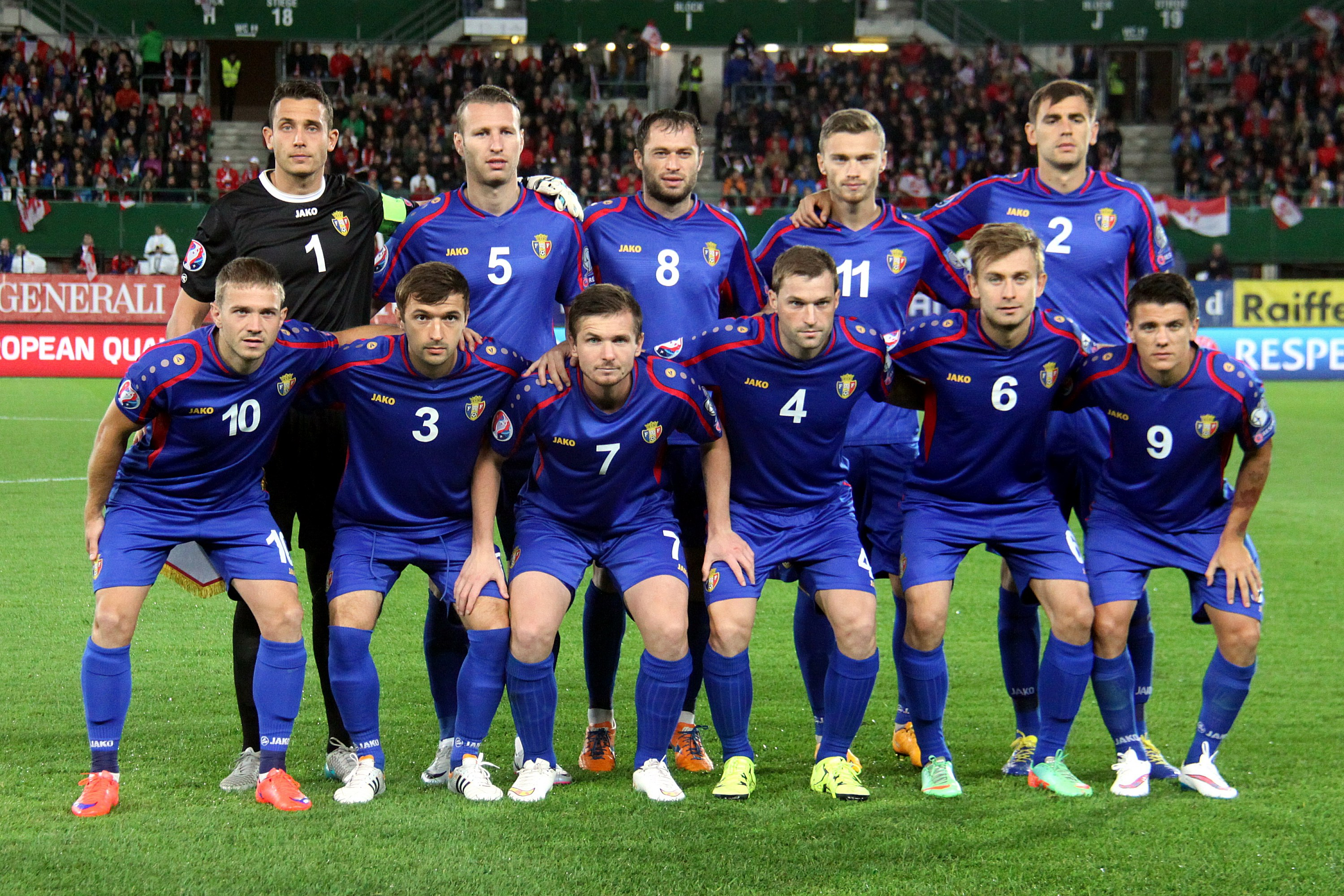
Echipa națională de fotbal a Republicii Moldova

Fotbalul este cel mai popular sport din Moldova.

### Rugby
Uniunea Rugby este populară. Jucătorii înregistrați s-au dublat, iar aproape 10.000 de spectatori s-au întors la fiecare meci din Cupa Națiunilor Europene.

### Lupte libere
Trânta (o formă de lupte) este sportul național în Moldova.

## Realizări majore ale evenimentului sportiv

### Jocuri Olimpice
| Sport       | Eveniment                          | Sportivul(e)                       | Rezultate |
| ----------- | ---------------------------------- | ---------------------------------- | --------- |
| Box         | Jocurile Olimpice de vară din 2008 | Vitalie Grușac                     | 3         |
| Box         | Jocurile Olimpice de vară din 2008 | Veaceslav Gojan                    | 3         |
| Canotaj     | Jocurile Olimpice de vară din 1996 | Nicolae Juravschi Victor Reneischi | 2         |
| Foc de armă | Jocurile Olimpice de vară din 2000 | Oleg Moldovan                      | 2         |
| Lupte       | Jocurile Olimpice de vară din 1996 | Serghei Mureico                    | 3         |

### Jocurile Paralimpice
| Sport         | Eveniment                             | Sportivul(e)      | Rezultate |
| ------------- | ------------------------------------- | ----------------- | --------- |
| Atletism      | Jocurile Paralimpice de vară din 1996 | Nikolai Tchoumak  | 3         |
| Tenis de masă | Jocurile Paralimpice de vară din 1996 | Vladimir Polcanov | 3         |

### Jocuri Olimpice de Tineret

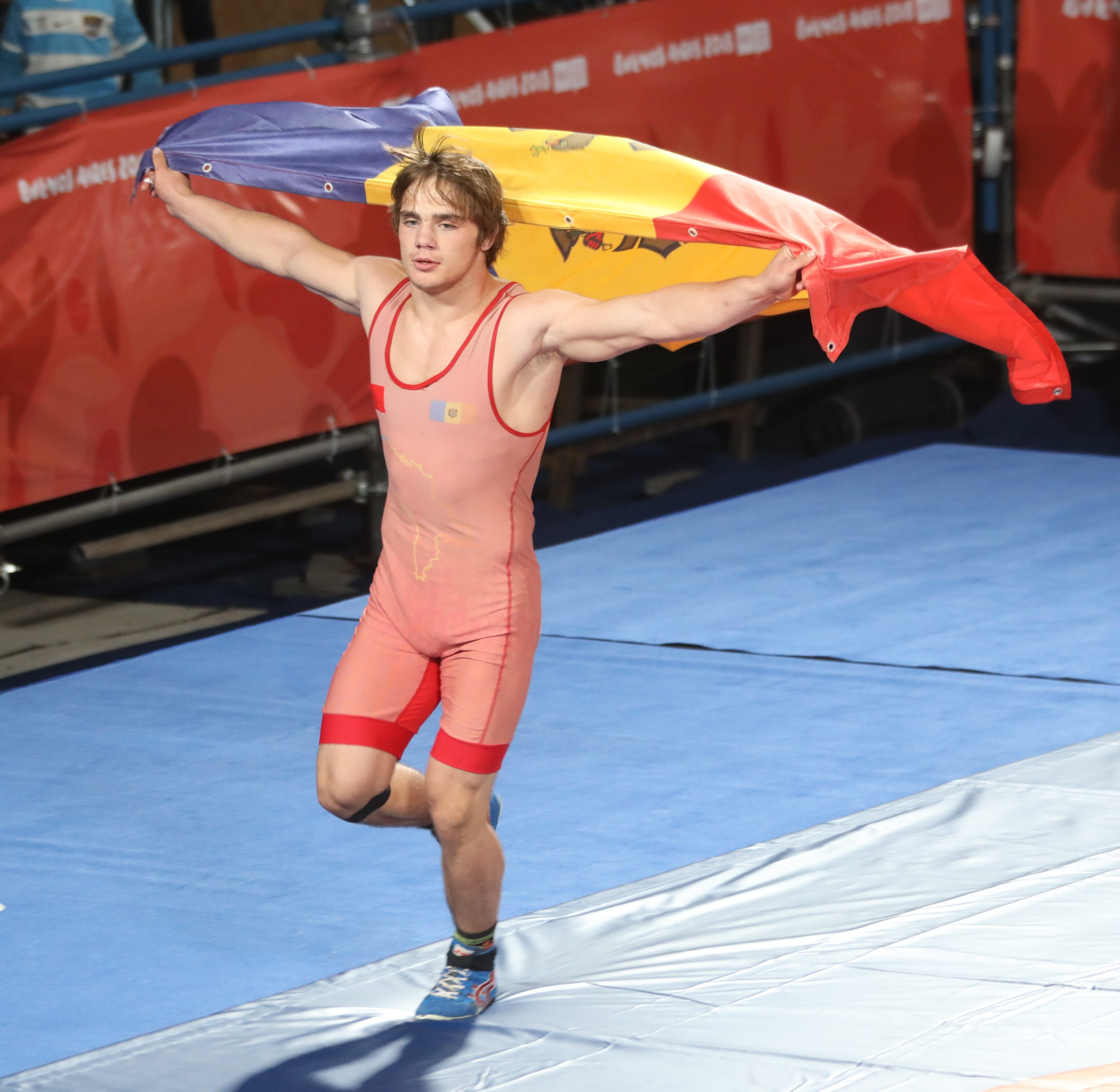
Alexandrin Guțu

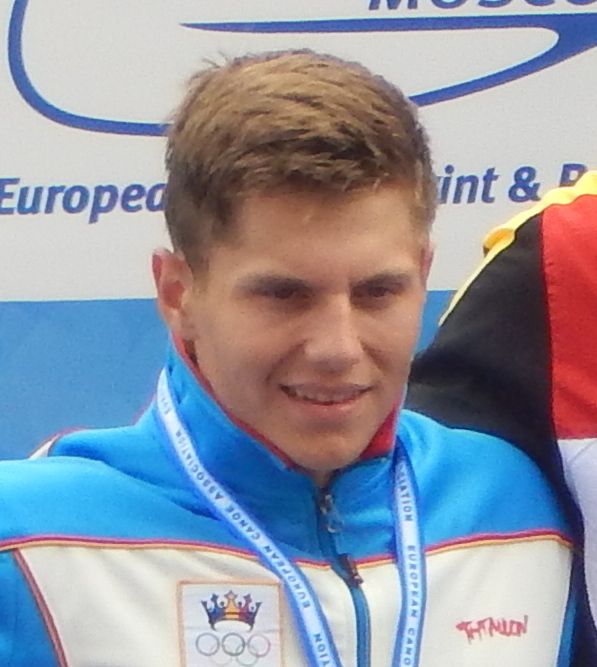
Serghei Tarnovschi

| Sport   | Eveniment                         | Sportivul(e)       | Rezultate |
| ------- | --------------------------------- | ------------------ | --------- |
| Box     | Jocurile Olimpice de Tineret 2010 | Daniil Svaresciuc  | 3         |
| Canotaj | Jocurile Olimpice de Tineret 2014 | Serghei Tarnovschi | 1         |
| Lupte   | Jocurile Olimpice de Tineret 2010 | Iulia Leorda       | 2         |
| Lupte   | Jocurile Olimpice de Tineret 2014 | Dmitri Ceacusta    | 2         |
| Lupte   | Jocurile Olimpice de Tineret 2014 | Tatiano Doncila    | 3         |

### Campionate mondiale

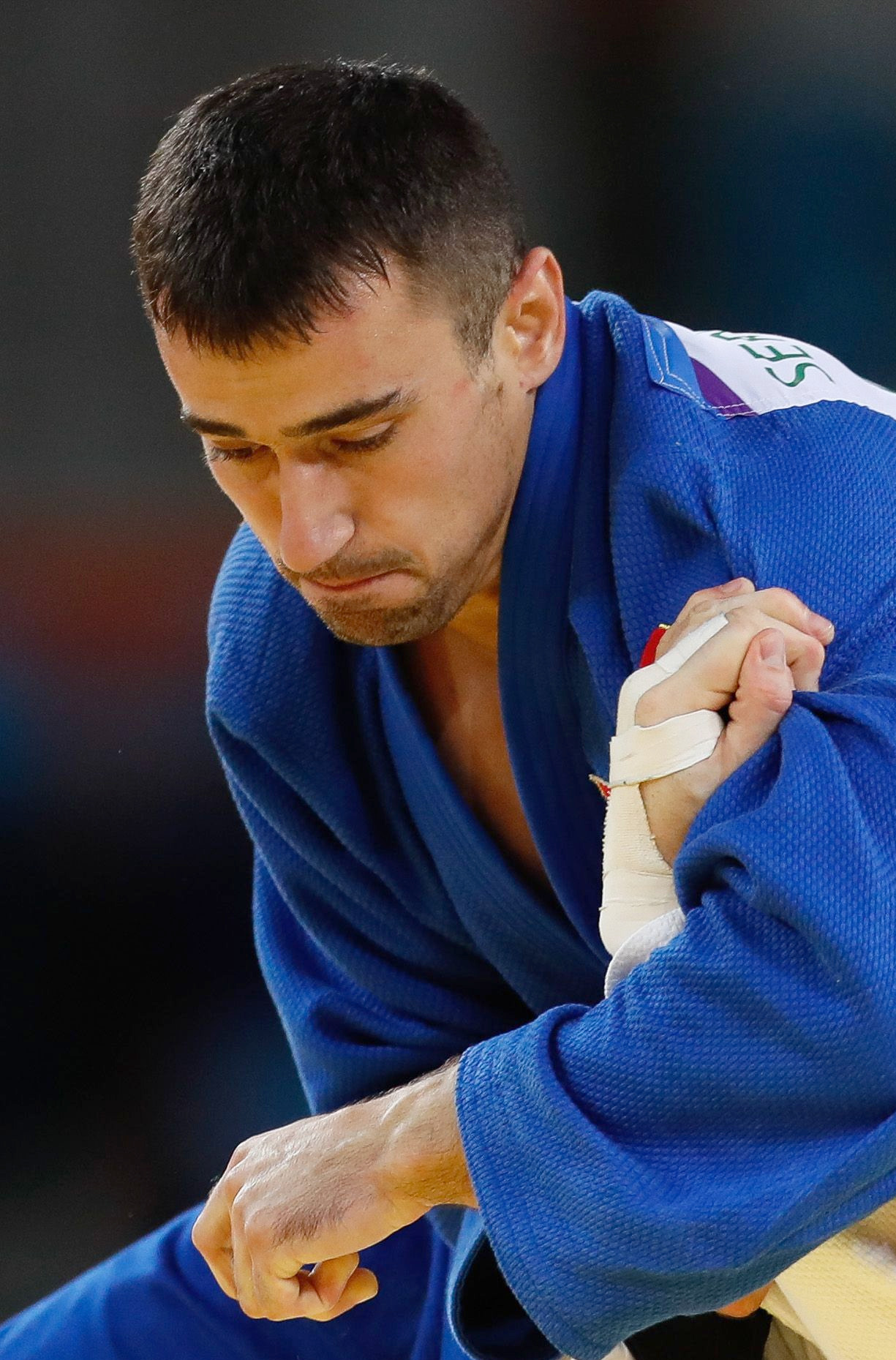
Sergiu Toma

| Sport        | Eveniment                                           | Sportivul(e)                       | Rezultate |
| ------------ | --------------------------------------------------- | ---------------------------------- | --------- |
| Tir cu arcul | Campionatul Mondial de Tir cu Arcul Intern din 1993 | Natalia Valeeva                    | 2         |
| Tir cu arcul | Campionatul Mondial de Tir cu Arcul din 1995        | Natalia Valeeva                    | 1         |
| Tir cu arcul | Campionatul Mondial de Tir cu Arcul intern din 1995 | Natalia Valeeva                    | 1         |
| Box          | Campionatele mondiale de femei la box din 2001      | Irina Smirnova                     | 3         |
| Canotaj      | Campionatul Mondial de Canoe Sprint 1995 ICF        | Nicolae Juravschi Victor Reneischi | 2         |
| Canotaj      | Campionatul Mondial de Canoe Sprint 2015 ICF        | Oleg Tarnovschi                    | 2         |
| Canotaj      | Campionatul Mondial de Canoe Sprint 2015 ICF        | Serghei Tarnovschi                 | 3         |
| Judo         | Campionatele Mondiale de Judo din 1997              | Victor Florescu                    | 2         |
| Judo         | Campionatele Mondiale de Judo din 1997              | Victor Bivol                       | 3         |
| Judo         | Campionatele Mondiale de Judo din 2011              | Sergiu Toma                        | 3         |
| Înot         | Campionatele Mondiale de înot FINA (25 m) din 1993  | Serghei Mariniuc                   | 2         |
| Taekwondo    | Campionatele Mondiale de Taekwondo din 2015         | Aaron Cook                         | 3         |
| Haltere      | Campionatele Mondiale de Haltere 1995               | Vadim Vacarciuc                    | 3         |
| Haltere      | Campionatele Mondiale de Haltere 2003               | Vadim Vacarciuc                    | 3         |
| Haltere      | Campionatele Mondiale de Haltere 2005               | Alexandru Bratan                   | 2         |
| Lupte        | Campionatul Mondial de Lupte 1993                   | Serghei Mureico                    | 2         |
| Lupte        | Campionatul Mondial de Lupte 1994                   | Lukman Jabrailov                   | 1         |
| Lupte        | Campionatul Mondial de Lupte 1994                   | Victor Peicov                      | 2         |
| Lupte        | Campionatul Mondial de Lupte 1995                   | Serghei Mureico                    | 2         |
| Lupte        | Campionatul Mondial de Lupte 2003                   | Ghenadie Tulbea                    | 2         |
| Lupte        | Campionatul Mondial de Lupte 2014                   | Mihai Savu                         | 3         |

### Jocurile Mondiale
| Sport        | Eveniment            | Sportivul(e)                          | Rezultate |
| ------------ | -------------------- | ------------------------------------- | --------- |
| Dans sportiv | World Games din 2013 | Gabriele Pasquale Goffredo Anna Matus | 1         |

### Campionatul European

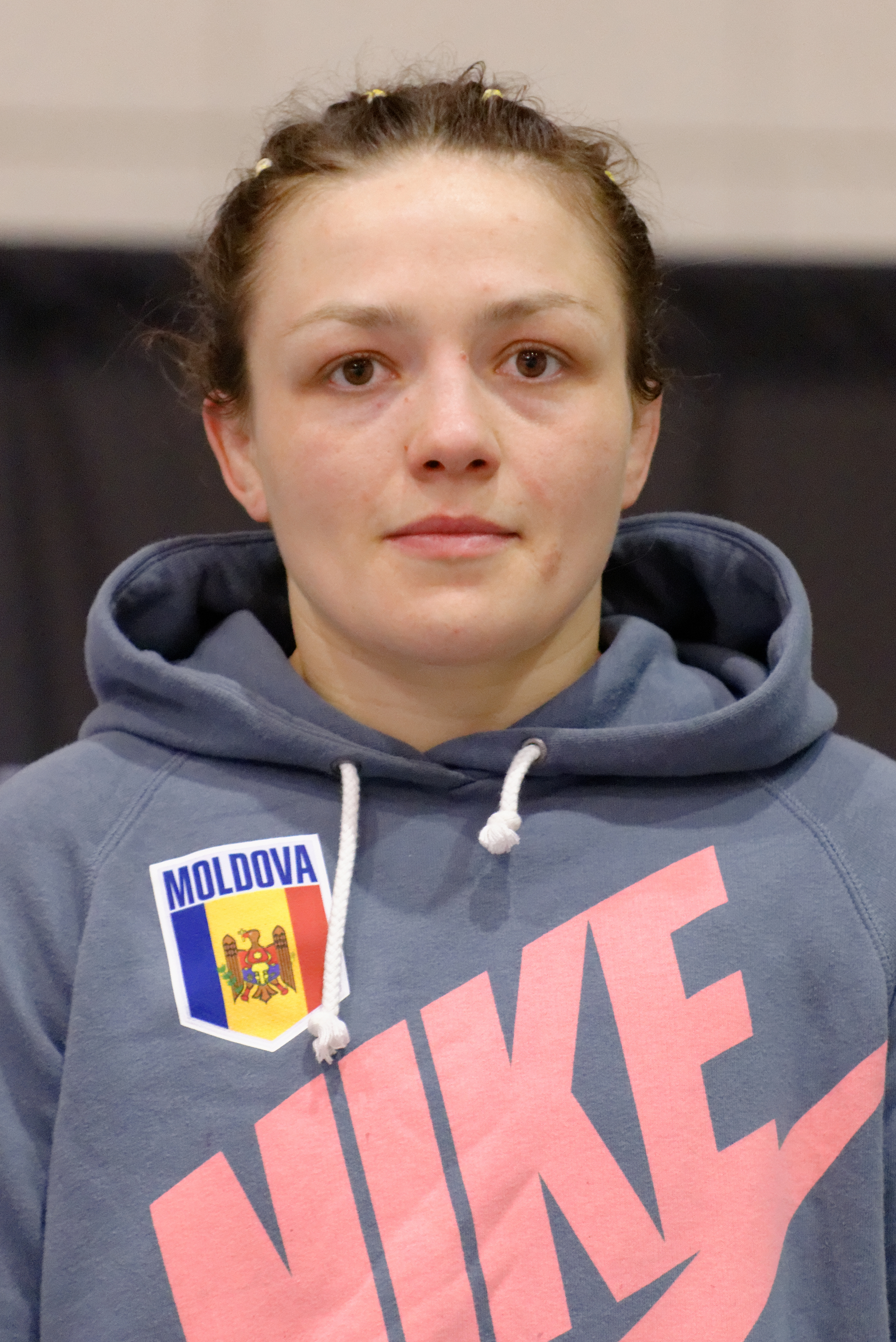
Svetlana Saenko

| Sport      | Eveniment                                                 | Sportivul(e)        | Rezultate |
| ---------- | --------------------------------------------------------- | ------------------- | --------- |
| Atletism   | Campionatele Europene de Atletism din 1996                | Olga Bolșova        | 3         |
| Atletism   | Campionatele Europene de Atletism din 2010                | Ion Luchianov       | 3         |
| Biatlon    | Campionatul European de biatlon 2008                      | Natalia Levcencova  | 1         |
| Box        | Campionatele Europene de Amatori de Box pentru femei 2001 | Elena Hadji         | 2         |
| Box        | Campionatul European de Amatori de Box 2002               | Veaceslav Gojan     | 2         |
| Box        | Campionatul European de Amatori de Box 2002               | Igor Samoilenco     | 3         |
| Box        | Campionatul European de Amatori de Box 2008               | Alexandr Riscan     | 3         |
| Box        | Campionatul European de Amatori de Box 2008               | Victor Cotiujanschi | 3         |
| Box        | Campionatul European de Amatori de Box 2011               | Veaceslav Gojan     | 1         |
| Box        | Campionatul European de Amatori de Box 2011               | Alexandr Riscan     | 3         |
| Box        | Campionatul European de Amatori de Box 2013               | Dmitri Galagot      | 2         |
| Box        | Campionatul European de Amatori de Box 2013               | Petru Ciobanu       | 3         |
| Canotaj    | Campionatul European de Canoe Sprint 2016                 | Oleg Tarnovschi     | 3         |
| Canotaj    | Campionatul European de Canoe Sprint 2016                 | Serghei Tarnovschi  | 2         |
| Fotbal     | Campionatul European de Minifotbal 2011                   | Echipa Națională    | 3         |
| Gimnastică | Campionate Europene de Trambulină 2000                    | Vladimir Cojoc      | 3         |
| Judo       | Campionatele Europene de Judo 1993                        | Apti Magomadov      | 2         |
| Judo       | Campionatele Europene de Judo 1993                        | Tudor Lazarenko     | 3         |
| Judo       | Campionatele Europene de Judo 1996                        | Oleg Crețul         | 2         |
| Judo       | Campionatele Europene de Judo 1998                        | Andrei Golban       | 2         |
| Judo       | Campionatele Europene de Judo 1999                        | Victor Bivol        | 3         |
| Judo       | Campionatele Europene de Judo 2001                        | Nicolai Belokosov   | 3         |
| Judo       | Campionatele Europene de Judo 2009                        | Marcel Trudov       | 3         |
| Judo       | Campionatele Europene de Judo 2011                        | Sergiu Toma         | 2         |
| Taekwondo  | Campionatul European de Taekwondo 2010                    | Vladislav Arventii  | 3         |
| Taekwondo  | Campionatul European de Taekwondo 2014                    | Stepan Dimitrov     | 1         |
| Taekwondo  | Campionatul European de Taekwondo 2014                    | Vladislav Arventii  | 3         |
| Taekwondo  | Campionatul European de Taekwondo 2016                    | Aaron Cook          | 3         |
| Haltere    | Campionatele Europene de Haltere 1994                     | Vadim Vacarciuc     | 3         |
| Haltere    | Campionatele Europene de Haltere 2000                     | Vadim Vacarciuc     | 2         |
| Haltere    | Campionatele Europene de Haltere 2001                     | Vladimir Popov      | 3         |
| Haltere    | Campionatele Europene de Haltere 2002                     | Igor Grabucea       | 3         |
| Haltere    | Campionatele Europene de Haltere 2004                     | Alexandru Bratan    | 3         |
| Haltere    | Campionatele Europene de Haltere 2006                     | Igor Grabucea       | 2         |
| Haltere    | Campionatele Europene de Haltere 2006                     | Alexandru Bratan    | 3         |
| Haltere    | Campionatele Europene de Haltere 2007                     | Igor Bour           | 1         |
| Haltere    | Campionatele Europene de Haltere 2007                     | Eugen Bratan        | 3         |
| Haltere    | Campionatele Europene de Haltere 2007                     | Igor Grabucea       | 3         |
| Haltere    | Campionatele Europene de Haltere 2009                     | Cristina Iovu       | 2         |
| Haltere    | Campionatele Europene de Haltere 2009                     | Igor Grabucea       | 3         |
| Haltere    | Campionatele Europene de Haltere 2011                     | Oleg Sîrghi         | 1         |
| Haltere    | Campionatele Europene de Haltere 2011                     | Anatolie Cîrîcu     | 2         |
| Haltere    | Campionatele Europene de Haltere 2012                     | Anatolie Cîrîcu     | 1         |
| Haltere    | Campionatele Europene de Haltere 2012                     | Cristina Iovu       | 1         |
| Haltere    | Campionatele Europene de Haltere 2012                     | Oleg Sîrghi         | 2         |
| Haltere    | Campionatele Europene de Haltere 2012                     | Serghei Cechir      | 2         |
| Haltere    | Campionatele Europene de Haltere 2012                     | Alexandru Spac      | 3         |
| Haltere    | Campionatele Europene de Haltere 2013                     | Oleg Sîrghi         | 1         |
| Haltere    | Campionatele Europene de Haltere 2013                     | Alexandru Spac      | 2         |
| Haltere    | Campionatele Europene de Haltere 2013                     | Igor Bour           | 2         |
| Haltere    | Campionatele Europene de Haltere 2014                     | Serghei Cechir      | 3         |
| Haltere    | Campionatele Europene de Haltere 2015                     | Oleg Sîrghi         | 1         |
| Haltere    | Campionatele Europene de Haltere 2015                     | Alexandru Dudoglo   | 2         |
| Haltere    | Campionatele Europene de Haltere 2015                     | Andrian Zbirnea     | 2         |
| Haltere    | Campionatele Europene de Haltere 2016                     | Iurie Dudoglo       | 3         |
| Lupte      | Campionatele Europene de Lupte 1993                       | Oleg Tokarev        | 2         |
| Lupte      | Campionatele Europene de Lupte 1993                       | Victor Peicov       | 3         |
| Lupte      | Campionatele Europene de Lupte 1993                       | Serghei Mureico     | 3         |
| Lupte      | Campionatele Europene de Lupte 1994                       | Lukman Jabrailov    | 2         |
| Lupte      | Campionatele Europene de Lupte 1995                       | Sergei Mureiko      | 3         |
| Lupte      | Campionatele Europene de Lupte 1996                       | Igor Grabovetchi    | 2         |
| Lupte      | Campionatele Europene de Lupte 1996                       | Serghei Mureico     | 3         |
| Lupte      | Campionatele Europene de Lupte 2001                       | Ghenadie Tulbea     | 1         |
| Lupte      | Campionatele Europene de Lupte 2002                       | Ghenadie Tulbea     | 2         |
| Lupte      | Campionatele Europene de Lupte 2005                       | Ghenadie Tulbea     | 1         |
| Lupte      | Campionatele Europene de Lupte 2006                       | Ludmila Cristea     | 2         |
| Lupte      | Campionatele Europene de Lupte 2010                       | Andrei Perpeliță    | 3         |
| Lupte      | Campionatele Europene de Lupte 2011                       | Ludmila Cristea     | 2         |
| Lupte      | Campionatele Europene de Lupte 2011                       | Natalia Budu        | 3         |
| Lupte      | Campionatele Europene de Lupte 2011                       | Nicolae Ceban       | 3         |
| Lupte      | Campionatele Europene de Lupte 2012                       | Ludmila Cristea     | 3         |
| Lupte      | Campionatele Europene de Lupte 2014                       | Victor Ciobanu      | 2         |
| Lupte      | Campionatele Europene de Lupte 2014                       | Andrei Perpeliță    | 3         |
| Lupte      | Campionatele Europene de Lupte 2014                       | Nicolae Ceban       | 3         |
| Lupte      | Campionatele Europene de Lupte 2014                       | Natalia Budu        | 3         |
| Lupte      | Campionatele Europene de Lupte 2016                       | Donior Islamov      | 3         |
| Lupte      | Campionatele Europene de Lupte 2017                       | Andrei Perpeliță    | 3         |

### Jocurile Europene
| Sport | Evenimente                 | Sportivul(e)        | Rezultate |
| ----- | -------------------------- | ------------------- | --------- |
| Lupte | Jocurile Europene din 2015 | Piotr Ianulov       | 2         |
| Lupte | Jocurile Europene din 2015 | Svetlana Saenko     | 3         |
| Lupte | Jocurile Europene din 2015 | Alexandru Chirtoaca | 3         |